# Robert Meyer (Jurist)
Robert Meyer (* 8. Jänner 1855 in Wien; † 10. Jänner 1914 ebenda) war ein österreichischer Jurist, Ökonom und Politiker. 1911 war er österreichischer Finanzminister.

## Leben
Als Sohn eines Buchhändlers geboren, studierte Meyer nach dem Besuch des Wiener Gymnasiums Rechts- und Staatswissenschaften sowie Nationalökonomie in Wien und Berlin. Während seines Studiums wurde er 1873 Mitglied der Wiener Burschenschaft Braune Arminia. 1877 wurde er zum Dr. iur. promoviert und trat in die Niederösterreichische Finanzdirektion ein.
1884 ging er ins Finanzministerium und wurde Steuerinspektor für Niederösterreich. 1884 wurde er auch Privatdozent für Finanzwissenschaft, Nationalökonomie sowie Statistik an der Universität Wien, von 1885 bis 1895 war er Professor an der Wiener Handelsakademie. 1888 wurde er Privatdozent für die gesamte politische Ökonomie. Von 1890 bis 1900 war er Professor an der Orientalischen bzw. Konsularakademie in Wien, an deren Reorganisation der 1898 beteiligt war. 1891 wurde er Finanzrat und außerordentlicher Professor, 1896 Ministerialrat extra statum. 1893 wurde er Stellvertretender Vorsitzender des Internationalen Statistischen Instituts und organisierte dessen 14. Tagung in Wien. 1899 wurde er Sektionschef im Finanzministerium und Leiter der Sektion für direkte Steuern. Von 1901 bis 1914 war er Honorarprofessor an der Universität Wien. 1909 wurde er Geheimer Rat. 1910 trat er aus dem Finanzministerium aus und wurde Präsident der Statistischen Zentralkommission. In dieser Funktion führte er die Volkszählung von 1910 durch. 1911 wurde er Österreichischer Finanzminister, trat jedoch im selben Jahr wieder zurück. Er wurde Vizepräsident der Staatswissenschaftlichen Staatsprüfungskommission und von 1912 bis 1914 war er Präsident des Wiener Volksbildungsvereins. Er war auch Stellvertretender Vorsitzender der Deutschen Statistischen Gesellschaft in Breslau.
Er verfasste zahlreiche fachwissenschaftliche Schriften und zahlreiche Artikel im Handwörterbuch der Staatswissenschaften sowie im Österreichischen Staatswörterbuch. Er war Mitarbeiter der Zeitschrift für Volkswirtschaft, Sozialpolitik und Verwaltung. Er gilt als Schöpfer der modernen Finanzstatistik in Österreich.

## Ehrungen
- Orden der Eisernen Krone I. Klasse
- Österreichischer Leopold-Orden, Ritterkreuz
- Preußischer Kronenorden, Ritterkreuz 1. Klasse
- Ehrenbürger von Hallstatt

## Veröffentlichungen (Auswahl)
- Die Principien der gerechten Besteuerung in der neueren Finanzwissenschaft. Berlin 1884.
- Das Wesen des Einkommens. Berlin 1887.
- Das Zeitverhältnis zwischen der Steuer und dem Einkommen und seinen Theilen, ein Beitrag zum österreichischen Steuerrechte und zur Lehre vom Einkommen. Wien 1901.
- Die Arbeit der Menschen und Maschinen bei der Volkszählung. In: Zeitschrift für Volkswirtschaft, Sozialpolitik und Verwaltung. Band 20. Wilhelm Braumüller, Wien und Leipzig 1911, S. 227 (ANNO – AustriaN Newspapers Online [abgerufen am 18. Mai 2020]).